# ASPO
L'ASPO (Association for the Study of Peak Oil and Gas) è un'associazione formata da diversi scienziati e ricercatori di università e istituzioni europee, fondata dal geologo inglese Colin Campbell con lo scopo di divulgare, appoggiare e analizzare gli studi intorno al picco del petrolio e le teorie di Marion King Hubbert riguardo al "picco" e all'esaurimento delle fonti fossili.
L'associazione è nata nel 2001, grazie a dei fondi concessi a Colin Campbell dall'istituto per le scienze geologiche tedesco (BGR). Nelle fasi iniziali si unirono diversi scienziati principalmente norvegesi e svedesi, e proprio a Uppsala, in Svezia, venne organizzato il primo seminario dell'ASPO, nel 2002. Da allora, diversi studiosi di rilevanza internazionale sono entrati a far parte dell'ASPO, che ha organizzato altre conferenze, a Parigi nel 2003, a Berlino nel 2004 e a Lisbona nel 2005.  La successiva conferenza si è tenuta proprio in Italia, per la precisione a San Rossore nel luglio 2006, organizzata da AspoItalia.
L'ASPO conta attualmente circa 25 membri (oltre al fondatore Colin Campbell), pur rimanendo tuttavia ancora un'organizzazione esclusivamente europea. L'adesione avviene per cooptazione nel nucleo originario in base al valore scientifico dei nuovi membri proposti. Al momento, inoltre, esistono sezioni locali dell'ASPO in Portogallo, Irlanda, Italia, e Spagna. Il presidente attuale è Kjell Aleklett, svedese.
Attualmente la "mission" dell'ASPO può essere riassunta in tre punti essenziali:
1. Valutare le disponibilità mondiali attuali e future di petrolio e gas;
2. Studiare l'esaurimento delle fonti fossili, tenendo conto dei fattori economici, tecnologici e politici;
3. Far crescere la consapevolezza delle conseguenze di ciò per l'umanità.

In Italia, gli studi intorno al picco del petrolio hanno trovato inizialmente alcune difficoltà ad attrarre l'attenzione del mondo scientifico. Ad oggi esistono comunque due membri italiani nell'associazione, Alberto Di Fazio del CNR di Roma, entrato nel 2002, e il prof. Ugo Bardi dell'Università di Firenze, entrato nel 2003, dopo la pubblicazione di alcuni studi sulla dinamica del consumo delle risorse.
Nel 2004, lo stesso Bardi ha fondato la sezione italiana dell'ASPO (ASPO Italia), costituita come associazione informale che raccoglie diversi esperti italiani in campo energetico e che differisce leggermente dall'associazione principale per una maggiore enfasi sul tema delle energie rinnovabili oltre che sui problemi del picco del petrolio.
L'ASPO si trova in questo momento in una fase di grande espansione in cui sta acquisendo una crescente notorietà internazionale. Nonostante ciò, come lo stesso Colin Campbell ha diverse volte sostenuto, le attività dell'ASPO dovrebbero essere destinate a seguire la stessa "curva a campana" prevista da Hubbert per l'estrazione del petrolio. Ovvero: lo scopo dell'associazione si esaurirà quando avrà svolto il proprio compito di allertare in tempo il mondo sull'imminente declino del petrolio; la risorsa principale su cui si basa l'intera civiltà industriale.